# Ibadan North-East
Ibadan North-East è una delle trentatré aree a governo locale (local government areas) in cui è suddiviso lo stato di Oyo (Nigeria), nella Repubblica Federale della Nigeria.
Si estende su una superficie di 18 km² e conta una popolazione di 330.399  abitanti.